# Aed Carabao
Aed Carabao (thaï : แอ๊ด คาราบาว), né Yuenyong Ophakul (ยืนยง โอภากุล) est un chanteur pop thaïlandais.

## Biographie
Aed Carabao est le chanteur, compositeur et meneur du groupe Carabao, un des plus grands groupes de rock thaïlandais (avec le groupe Caravan (Man and Buffalo / Kon Gap Kwai) et quelques groupes un peu moins célèbres : Hope, Hammer, Susu, Marihuana).
Il est aussi chanteur solo comme le chanteur du groupe Caravan Phongthep Kradonchamnan (thaï : พงษ์เทพ กระโดนชำนาญ).

### Cinéma
Depuis 1987 et sa participation au film écologiste, social et contre la déforestation The Elephant Keeper de Chatrichalerm Yukol, Aed Carabao milite pour l'écologie.
Aed Carabao a joué dans le film épique et plus ou moins historique La Guerre des Empires de Nirattisai Kaljareuk (2010).
Le film Young Bao, The Movie (ยังบาว) (2013) retrace la vie du groupe.

## Discographie

### Album solo
- Kam Phu Cha (1984)
- Tham Muea (1988)
- Kon Bueng (1990)
- No Ploblem (1990)
- World Folk Zen (1991)
- Prusapha (1992)

### Single
- Khri Kha Pra Cha Chon (Who Killed People) et Ratchadamnoen, deux chansons qui dénoncent le mois de mai sanglant de 1992[9].
- Khwan Thai Jai Neung Deaw, chanson qui parle de l'insurrection dans le sud de la Thaïlande
- Tsunami[10]
- When Whak[11]
- Jed Tula Lod Thong Kreung Sao[12]
- Thep Pa Chao Dan Khun Thot[13]
- รวมใจไทยข้ามโควิด-19 (Thais Unite to Overcome Covid-19[14] / Unité du peuple thaï contre le virus[15])

## Filmographie

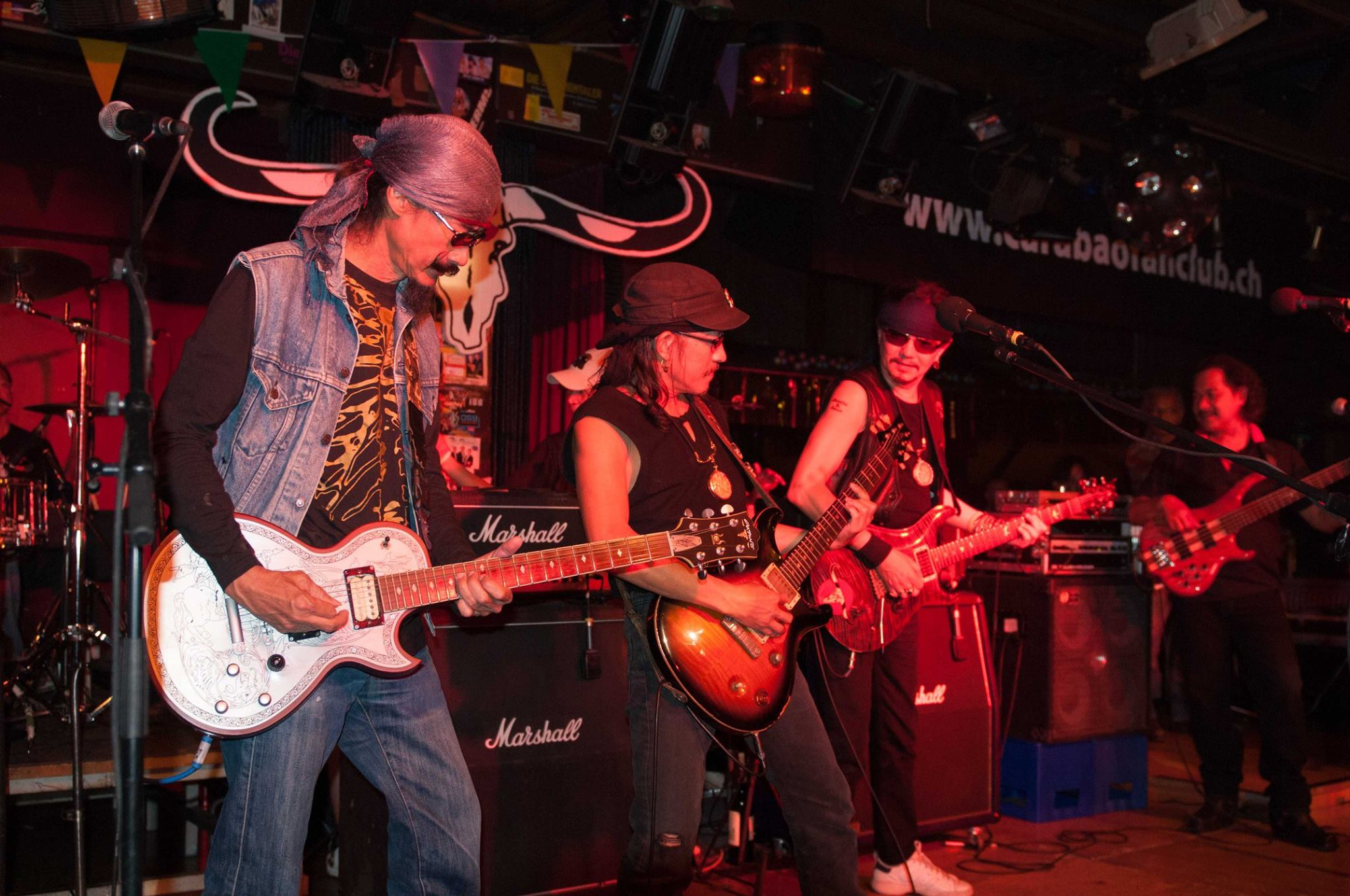
Carabao en concert le 06 juin 2008 en Suisse. De gauche à droite : Preecha Chanapai (Lek) (guitare et chœur), Aed (guitare et chant) et Thierry Mekwathana (Ri) (guitare et chœur); et en arrière plan à droite Anupong Prathompatama (Ot) (bassiste).

- 1987 : The Elephant Keeper (คนเลี้ยงช้าง)
- 2010 : La Guerre des Empires de Nirattisai Kaljareuk
- 2013 : Young Bao, The Movie